# Serhii Bubka
Serhii Nazarovîci Bubka (în ucraineană Сергій Назарович Бубка; n. 4 decembrie 1963, Lugansk, RSS Ucraineană, URSS) este un fost atlet sovietic, apoi ucrainean, specializat pe săritura cu prăjina. 

## Carieră
Primele discipline pe care le-a practicat au fost săritura în lungime și alergare de viteză pe 100 m, recordul său personal fiind 10,3 secunde. După ce s-a orientat către săritura cu prăjina, a câștigat medalia de aur la Campionatul Mondial de Atletism din 1983 de la Helsinki, în timp ce era încă necunoscut. A dominat disciplina sa sportivă timp de zece ani, timp în care a câștigat titlul mondial de șase ori consecutiv, a fost laureat cu aur la Jocurile Olimpice de vară din 1988 și a doborât recordul mondial de 35 ori. A fost primul săritor cu prăjina care a trecut peste ștacheta înălțată la 6 metri și recordul său mondial de 6,14 m în aer liber, stabilit în 1994, a rămas nedepășit până în 2014, când Renaud Lavillenie a reușit o  săritură la 6,16 m.
După ce s-a retras în 2001, s-a implicat în Asociația Internațională a Federațiilor de Atletism. Din anul 2005 este președintele Comitetului Olimpic din Ucraina. Din anul 2008 este și membru al Comitetului Olimpic Internațional. Din 2002 până în 2006 a fost membru al parlamentului ucrainean.
Fiul său, numit și el Serhii, este un jucător de tenis profesionist.

## Palmares
| An   | Competiție                      | Locație                     | Loc | Note |
| ---- | ------------------------------- | --------------------------- | --- | ---- |
| 1981 | Campionatul European de Juniori | Utrecht, Țările de Jos      | 7   | 5,00 |
| 1983 | Campionatul Mondial             | Helsinki, Finlanda          | 1   | 5,70 |
| 1985 | Cupa Europei                    | Moscova, Uniunea Sovietică  | 1   | 5,80 |
| 1985 | Cupa Mondială                   | Canberra, Australia         | 1   | 5,85 |
| 1986 | Campionatul European            | Stuttgart, Germania de Vest | 1   | 5,85 |
| 1987 | Campionatul Mondial în sală     | Indianapolis, Statele Unite | 1   | 5,85 |
| 1987 | Campionatul Mondial             | Roma, Italia                | 1   | 5,85 |
| 1988 | Jocurile Olimpice               | Seoul, Coreea de Sud        | 1   | 5,90 |
| 1990 | Campionatul European            | Split, Iugoslavia           | 6   | 5,70 |
| 1991 | Campionatul Mondial în sală     | Sevilla, Spania             | 1   | 6,00 |
| 1991 | Campionatul Mondial             | Tokio, Japonia              | 1   | 5,95 |
| 1992 | Jocurile Olimpice               | Barcelona, Spania           | 11  | FR   |
| 1993 | Cupa Europei                    | Roma, Italia                | 2   | 5,80 |
| 1993 | Campionatul Mondial             | Stuttgart, Germania         | 1   | 6,00 |
| 1995 | Campionatul Mondial în sală     | Barcelona, Spania           | 1   | 5,90 |
| 1995 | Campionatul Mondial             | Göteborg, Suedia            | 1   | 5,92 |
| 1996 | Jocurile Olimpice               | Atlanta, Statele Unite      | –   | NS   |
| 1997 | Campionatul Mondial             | Atena, Grecia               | 1   | 6,01 |
| 1998 | Jocurile Goodwill               | New York, Statele Unite     | –   | FR   |
| 2000 | Jocurile Olimpice               | Sydney, Australia           | –   | FR   |